# Підгорці
Підго́рці (рос. Подгорцы) — присілок у складі Юр'янського району Кіровської області, Росія. Адміністративний центр Підгорцівського сільського поселення.
Населення становить 527 осіб (2010, 460 у 2002).
Національний склад станом на 2002 рік — росіяни 89 %.